# Auto GP

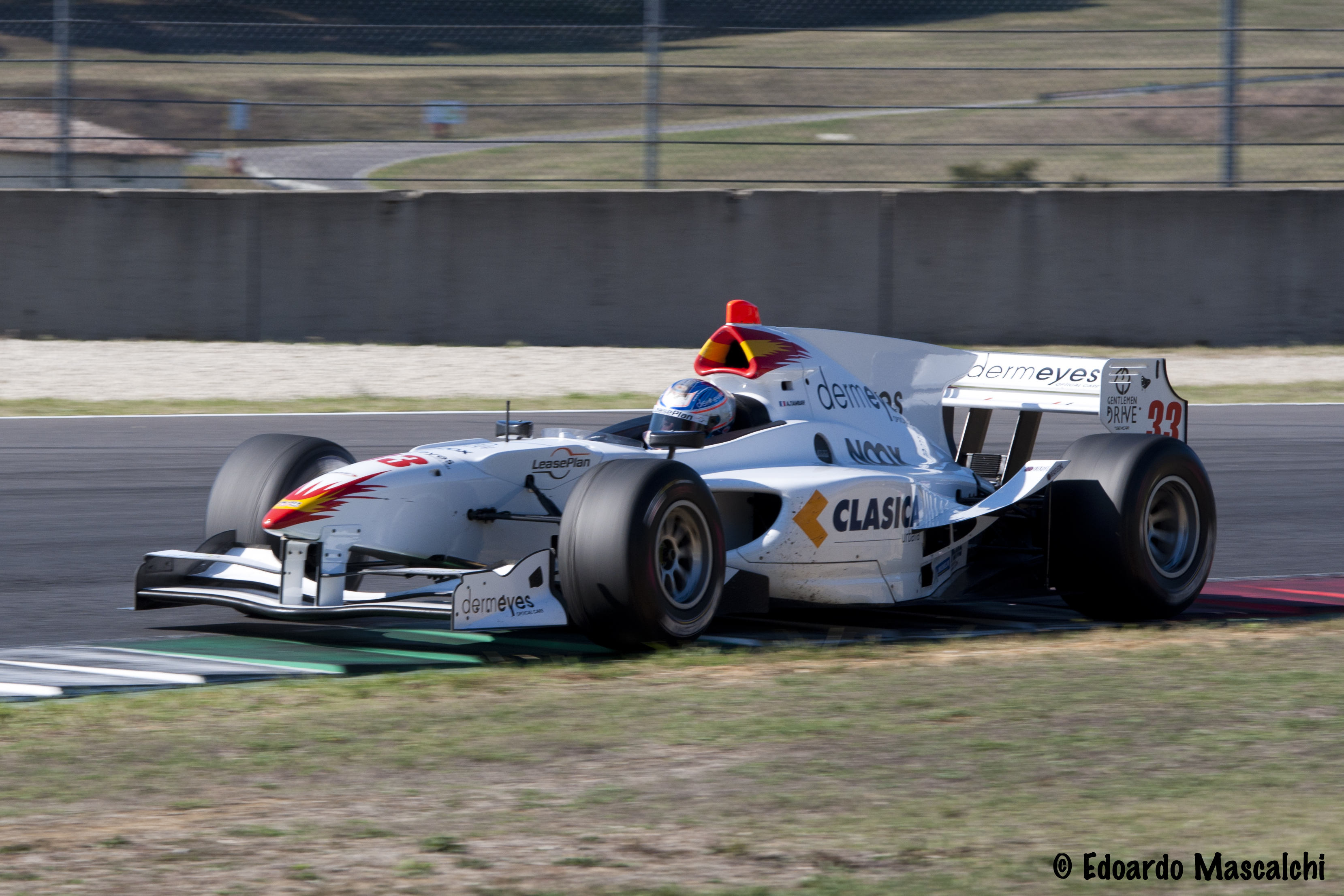
Adrien Tambay al circuit de Mugello.

L'Auto GP va ser un campionat automobilístic, d'àmbit europeu, que es va disputar des de l'any 1999 fins a l'any 2016, en la categoria monoplaces. Es van utilitzar vehicles amb una sola plaça amb xassís Lola i motors Zytek.
El 2010, el campionat va realitzar quatre carreres en conjunt amb l'Open Internacional de GT. Després va realitzar un acord amb el Campionat Mundial de Turismes per a realitzar sis carreres en conjunt en 2011, set a 2012, quatre el 2013 i tres en 2014. El darrer campió, l'any 2016, va ser Luis Michael Dörrbecker, pilot mexicà.

## Circuits
| - Adria (2005-2006, 2016) - Algarve (2009, 2012) - TT Circuit Assen (2016) - Brno (2002-2005, 2010-2011, 2013) - Cagliari (2002-2003) - Cheste (2001, 2008-2009, 2011-2012) - Curitiba (2012) - Dijon-Prenois (2002, 2004) - Donington Park (1999-2004, 2011, 2013) - Estoril (2004, 2014) - Hungaroring (2006-2007, 2011-2014) | - Imola (1999-2001, 2005-2006, 2010, 2014) - Jerez (2002-2004, 2008) - Magione (2005, 2008) - Magny-Cours (2003, 2007, 2009-2010) - Marrakech (2012-2014) - Misano (1999-2000, 2005-2006, 2008) - Monza (1999-2005, 2007, 2009-2014, 2016) - Montmeló (2006-2008) - Mugello (2000, 2005-2008, 2011, 2013) - Navarra (2010) | - Nürburgring (2001-2004, 2007, 2013-2014,) - Oschersleben (2011) - Paul Ricard (2014) - Pergusa (1999-2003,) - Red Bull Ring (2014) - Silverstone (2006, 2013) - Sonoma (2012) - Spa-Francorchamps (2002-2004, 2006-2008, 2010) - Vallelunga (1999-2002, 2005-2009) - Zolder (2001, 2004, 2009) |

## Campions
| Any  | Nom del campionat           | Pilot                   | Escudería                | Guanyador Classe Secundaria           |
| ---- | --------------------------- | ----------------------- | ------------------------ | ------------------------------------- |
| 1999 | Fórmula 3000 Italiana       | Giorgio Vinella         | Team Martello            |                                       |
| 2000 | Fórmula 3000 Italiana       | Ricardo Sperafico       | Arden Team Russia        |                                       |
| 2001 | Euro Fórmula 3000           | Felipe Massa            | Draco Junior Team        |                                       |
| 2002 | Euro Fórmula 3000           | Jaime Melo, Jr.         | Team Great Wall          |                                       |
| 2003 | Euro Fórmula 3000           | Augusto Farfus          | Draco Junior Team        |                                       |
| 2004 | Superfund Euro Fórmula 3000 | Nicky Pastorelli        | Draco Junior Team        |                                       |
| 2005 | Fórmula 3000 Italiana       | Luca Filippi            | FMS International        | Stefano Gattuso (Clase Light)         |
| 2006 | Euroseries 3000             | Giacomo Ricci           | FMS International        | Giacomo Ricci (Fórmula 3000 Italiana) |
| 2007 | Euroseries 3000             | Davide Rigon            | Minardi by GP Racing     | Davide Rigon (Fórmula 3000 Italiana)  |
| 2008 | Euroseries 3000             | Nicolas Prost           | Bull Racing              | Omar Leal (Fórmula 3000 Italiana)     |
| 2009 | Euroseries 3000             | Will Bratt              | FMS International        | Will Bratt (Fórmula 3000 Italiana)    |
| 2010 | Auto GP                     | Romain Grosjean         | DAMS                     | Adrien Tambay (Trofeo Sub-20)         |
| 2011 | Auto GP                     | Kevin Ceccon            | DAMS                     | Kevin Ceccon (Trofeo Sub-20)          |
| 2012 | Auto GP World Series        | Adrian Quaife-Hobbs     | Super Nova International | Adrian Quaife-Hobbs (Trofeo Sub-20)   |
| 2013 | Auto GP                     | Vittorio Ghirelli       | Super Nova International | Vittorio Ghirelli (Trofeo Sub-20)     |
| 2014 | Auto GP                     | Kimiya Sato             | Super Nova International |                                       |
| 2015 | Auto GP                     | Temporada cancel·lada   | Temporada cancel·lada    | Temporada cancel·lada                 |
| 2016 | Auto GP Formula Open        | Luis Michael Dörrbecker | Torino Squadra Corse     |                                       |